# Estación de Kléber
La estación de Kléber es una estación del metro de París situada en el XVI Distrito, al oeste de la capital. Pertenece a la línea 6. Aunque no es uno de los terminales reales de la línea, técnicamente actúa como tal. 

## Historia
La estación fue inaugurada el 2 de octubre de 1900 como un ramal de la línea 1. Esa situación, sin embargo, no duró mucho ya que el 5 de noviembre de 1903 la estación se integró en al línea 2 sur, llamada así para distinguirla de la línea 2 norte (la actual línea 2). El 14 de octubre de 1907, la línea 2 sur desapareció pasando a formar parte de la línea 5. Finalmente, el 6 de octubre de 1942 el tramo en el que se encontraba la estación pasó a atribuirse a la línea 6. 
Situada bajo la avenida Kléber, debe su nombre al militar francés Jean-Baptiste Kléber. 

## Descripción
Su estructura es bastante particular ya que se compone de una bóveda central con dos vías y dos andenes y de otras dos vías de apoyo en sus respectivas bóvedas ubicadas a ambos lados de la bóveda central. Dicha estructura se explica por la condición de terminal técnico de la estación. 
Está revestida de un azulejo blanco biselado que si bien guarda relación con el habitualmente usado en el metro parisino no es el mismo, es más estrecho y no es tan blanco. En los accesos a los andenes se ha colocado aparatosos dinteles donde se ubica la señalización de la estación, que no figura en las paredes de la propia bóveda como es lo habitual, usando paneles metálicos de fondo azul y letras blancas extrañamente grandes que emplean la tipografía Motte. En la misma tónica, la iluminación maneja una estructura que solo es visible en dicha estación. Mucho más corrientes, los asientos colocados en bloques de seis, son individualizados y de tipo Motte.